# GM Theta
Theta — автомобильная платформа корпорации General Motors для компактных и среднеразмерных SUV. Дебютировала в 2002 году на Saturn Vue, а позже — на Chevrolet Equinox, Captiva и аналогичных моделях.

## Описание
В платформе Theta применяется независимая подвеска на всех 4 колёсах. Автомобили на платформе Theta оснащаются рядными четырёхцилиндровыми или V-образными шестицилиндровыми двигателями производства General Motors и Honda, каждый из которых сочетается в паре с пятиступенчатой механической или автоматической трансмиссией.
Оригинальный Saturn Vue имел колёсную базу 2708 мм и колею 1549 мм. Chevrolet Equinox и Pontiac Torrent имеют колёсную базу 2857 мм и много общего с Saturn Vue.
Suzuki Grand Vitara хотя и похож по размеру и внешнему виду на Saturn Vue, но не имеет ничего общего с платформой GM Theta.
Opel Antara и Chevrolet Captiva разрабатывались в Корее и в Германии.

## Гибриды
Saturn Vue являлся одним из первых автомобилей General Motors, который в 2006 году стал оснащаться гибридной силовой установкой с ременным генератором переменного тока (BAS).

## Модельный ряд
- Короткая колёсная база[2]
  - 2002—2007 Saturn Vue
  - 2006—2015 Opel Antara
    - 2006—2011 Daewoo Winstorm MaXX*
    - 2006—2017 Chevrolet Captiva Sport*
    - 2008—2010 Saturn Vue*
    - 2008—2010 GMC Terrain (Ближний Восток)*
    - 2006—2008 Holden Captiva Maxx*
    - 2009—2017 Holden Captiva 5*

  - 2006 — настоящее время Chevrolet Captiva[3]
    - 2006—2011 Daewoo Winstorm**
    - 2006—2017 Holden Captiva 7**

Примечание: автомобили с символом "*" являются ребеджингом Opel Antara
Примечание: автомобили с символом "**" являются ребеджингом Chevrolet Captiva
- Длинная колёсная база
  - 2005—2009 Chevrolet Equinox
  - 2006—2009 Pontiac Torrent
  - 2006—2009 Suzuki XL7
  - 2010—2017 Chevrolet Equinox
  - 2010—2017 GMC Terrain

Концепт-кары
- Chevrolet S3X/T2X

## Theta Premium
Корпорация General Motors создала «премиум»-версию платформы Theta для люксовых автомобилей. В платформе сочетаются элементы платформ Theta и Epsilon 2. Таким образом, эту платформу иногда называют Theta-Epsilon (GMT166). На платформе Theta-Premium выпускаются более крупные модели, нежели на стандартной платформе.
Модельный ряд:
- 2010—2016 Cadillac SRX
- 2011 Saab 9-4X